# Pachuta
La ville de Pachuta est située dans le comté de Clarke, dans l’État du Mississippi, aux États-Unis. Sa population s’élevait à 261 habitants lors du recensement de 2010, estimée à 248 habitants en 2016.

## Source
- (en) Cet article est partiellement ou en totalité issu de l’article de Wikipédia en anglais intitulé « Pachuta, Mississippi » (voir la liste des auteurs).